# 바이에른란츠후트 공국
바이에른란츠후트 공국(독일어: Bayern-Landshut)은 1393년에서 1503년까지 있던 신성 로마 제국의 공국이었다.

## 역사

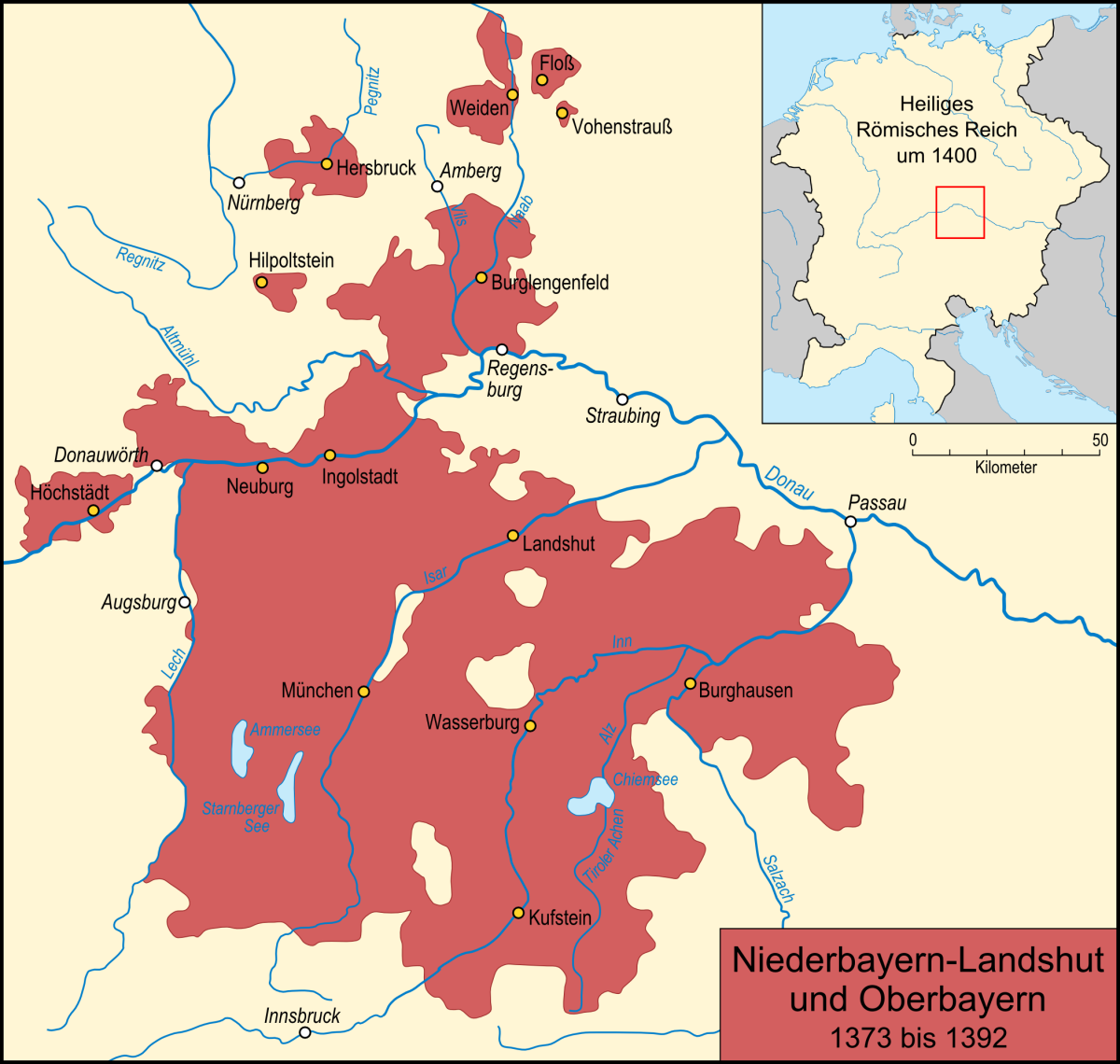
1363년에서 1392년 사이에 더 큰 바이에른란츠후트 공국은 '뮌헨과 잉골슈타트를 포함하지만 슈트라우빙은 포함하지 않는다'.

공국의 창설은 바이에른 황제 루이 4세가 사망한 결과였다. 루이의 제국을 분열시킨 란츠베르크 조약 1349에서 그의 아들 스티븐, 윌리엄, 알베르트는 니더바이에른과 네덜란드를 공동으로 받게 되었다. 4년 후 레겐스부르크 조약에서 상속은 다시 분할되었다; 스테판은 새로운 바이에른란츠후트 공국의 명을 받았다. 1363년에 스테판은 또한 바이에른란츠후트와 다시 통합된 오버바이에른 공작이 되었다. 스티븐이 죽은 후 그의 세 아들은 공동으로 공국을 통치했다. 그러나 1392년에 바이에른란츠후트는 세 공작을 위해 분할되었고 그래서 바이에른뮌헨과 바이에른잉골슈타트는 분할되었다.
1429년에 바이에른슈트라우빙의 일부는 바이에른란츠후트와 통합되었고, 1447년에는 바이에른잉골슈타트 공국 전체가 통합되었다. 당시 바이에른란츠후트는 라텐베르크와 키츠뷔헬의 광산과 가장 현대적인 행정부 때문에 바이에른에서 가장 부유한 지역이었다. 공작들의 자리는 1475년 부르크하우젠성의 두 번째 거처로 이사할 때까지 란츠후트의 트라우스니츠성이었다.
공국은 게오르크 부자의 죽음이 란츠후트 왕위 계승 전쟁을 촉발할 때까지 전체 150년 동안 지속되었다. 1505년 전쟁이 끝나자 이 땅은 새로 만들어진 팔츠노이부르크 공국과 바이에른뮌헨 공국으로 나뉘었다. 쿠프슈타인과 키츠뷔헬은 바이에른뮌헨에 대한 지원에 대한 보상으로 신성 로마 제국 황제 막시밀리안 1세에게 할양된 후 티롤과 병합되었다.